# Radoslav Kropáč
Radoslav Kropáč (ur. 4 kwietnia 1975 w Bratysławie) – słowacki hokeista, reprezentant Słowacji.

## Kariera
- Slovan Bratysława (1993-2000)
  -  SHK Danubia 96 Bratislava (1996/1997)
  -  Slovan Bratysława B (1999/2000)
- JYP (2000-2001)
- Saławat Jułajew Ufa (2001)
  -  Saławat Jułajew 2 Ufa (2001)
- Slovan Bratysława (2001)
- HC Havířov Panthers (1998-2000)
- Bílí tygři Liberec (2002-2003)
  -  HC Pardubice (2003)
- Slavia Praga (2003-2004)
- HC Oceláři Trzyniec (2004)
- HC Czeskie Budziejowice (2004-2005)
- HC Vítkovice (2005-2007)
- Slovan Bratysława (2007-2009)
- MHk 32 Liptovský Mikuláš (2009-2010)
- MsHK Žilina (2010)
- SV Silz (2010)
- HK Spišská Nová Ves (2010-2012)
- HK Nitra (2012)
- GKS Tychy (2012)
- MsHK Žilina (2013)
- HK 36 Skalica (2013-2014)
- HC Nové Zámky (2014/2015)
- MsHK Žilina (2014/2015)
- HC Bratysława (2015/2016)

Wychowanek Slovana Bratysława. Przez lata występował głównie w klubach z czeskiej ekstraligi i słowackiej ekstraligi. Od sierpnia 2012 był testowany w GKS Tychy, gdzie we wrześniu 2012 podpisał kontrakt, a w październiku 2012 odszedł stamtąd. Po sezonie 2014/2015 zakończył karierę.
W barwach reprezentacji Słowacji uczestniczył w turniejach mistrzostw Europy juniorów do lat 18 edycji 1993 (Grupa C), mistrzostw świata juniorów do lat 20 edycji 1994 (Grupa C), 1995 (Grupa B) oraz seniorskich mistrzostw świata edycji 1998.

## Sukcesy
Reprezentacyjne
- Awans do Grupy B mistrzostw Europy do lat 18: 1993
- Awans do Grupy B mistrzostw świata do lat 20: 1994

Klubowe
- Brązowy medal mistrzostw Słowacji: 1995, 1996, 2009 ze Slovanem Bratysława
- Złoty medal mistrzostw Słowacji: 1998, 2000,  2008 ze Slovanem Bratysława
- Srebrny medal mistrzostw Słowacji: 1999 ze Slovanem Bratysława
- Srebrny medal mistrzostw Czech: 2003 z HC Pardubice
- Złoty medal 1. ligi czeskiej: 2005 z HC Czeskie Budziejowice